# Rue Auguste-Bartholdi
La rue Auguste-Bartholdi est une voie du 15e arrondissement de Paris.

## Situation et accès
La rue va du boulevard de Grenelle, près de la station de métro Dupleix, au coin de la place Dupleix.

## Origine du nom
Elle porte le nom d'Auguste Bartholdi (1834-1904), sculpteur français, sculpteur de la statue de la Liberté érigée à New York.

## Historique
Cette voie est ouverte sous sa dénomination actuelle en 1902 sur les terrains des époux Piat.

## Bâtiments remarquables et lieux de mémoire

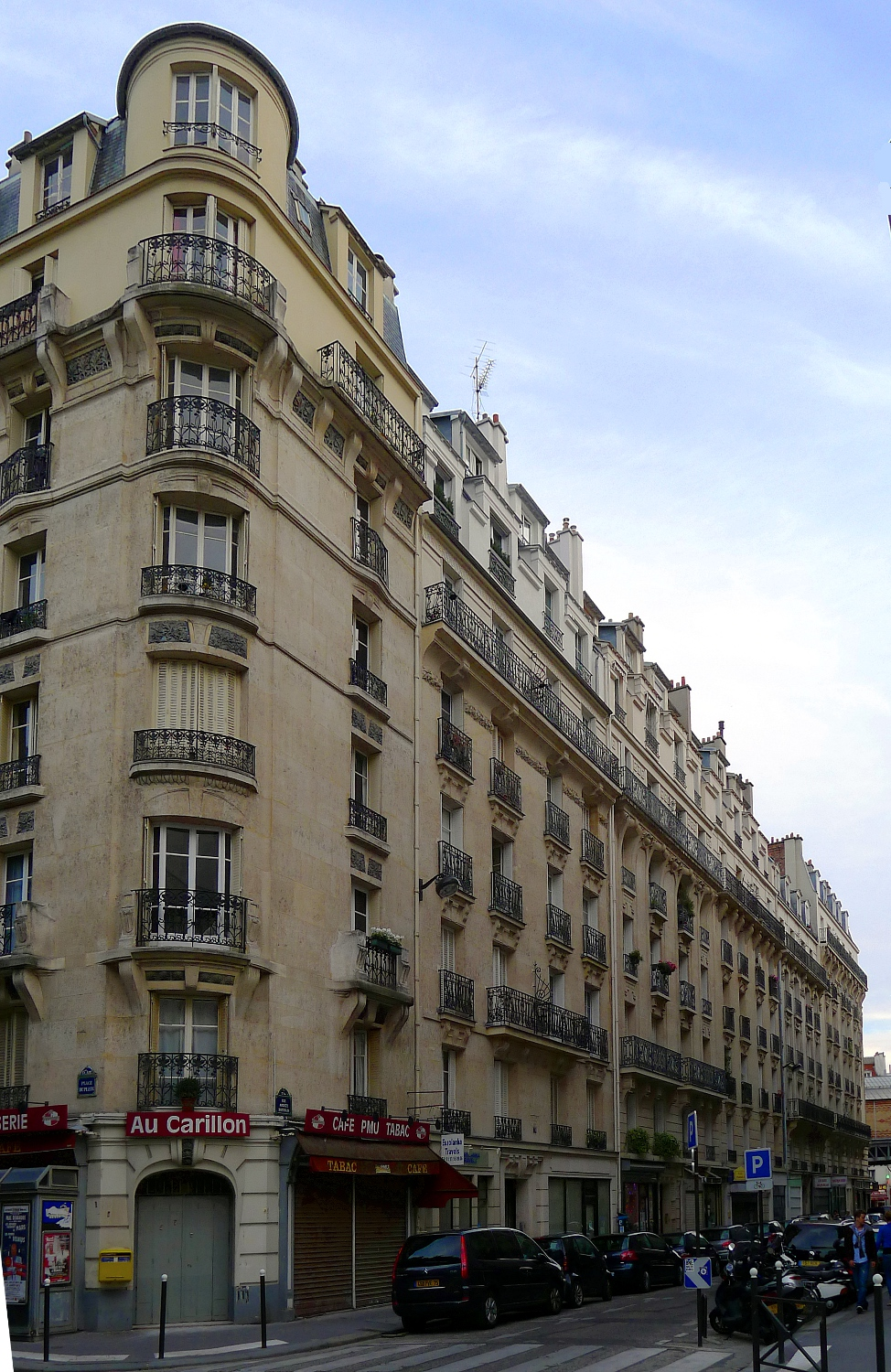
Au croisement avec la place Dupleix.

- L'écrivain Henry Miller (1891-1980) a habité au no 2, dans un appartement occupé ensuite par la peintre Raya Perez (1923-2009).
- La famille du musicologue Paul-Gilbert Langevin (1933-1986) a habité au no 2 pendant vingt ans.
- Le chanteur Paul Braffort (1923-2018) a grandi au no 7.